# Mosquée de la Sultane validé à Sjenica
La mosquée de la Sultane validé à Sjenica (en serbe cyrillique : Џамија Валиде Султан у Сјеници ; en serbe latin : Džamija Valide Sultan u Sjenici) est une mosquée ottomane  qui se trouve à Sjenica, dans le district de Zlatibor, en Serbie. Elle est inscrite sur la liste des monuments culturels protégés de la république de Serbie (identifiant no SK 953).
La mosquée a le statut de « mosquée impériale » car elle a été construite par la famille d'un sultan ottoman.

## Présentation

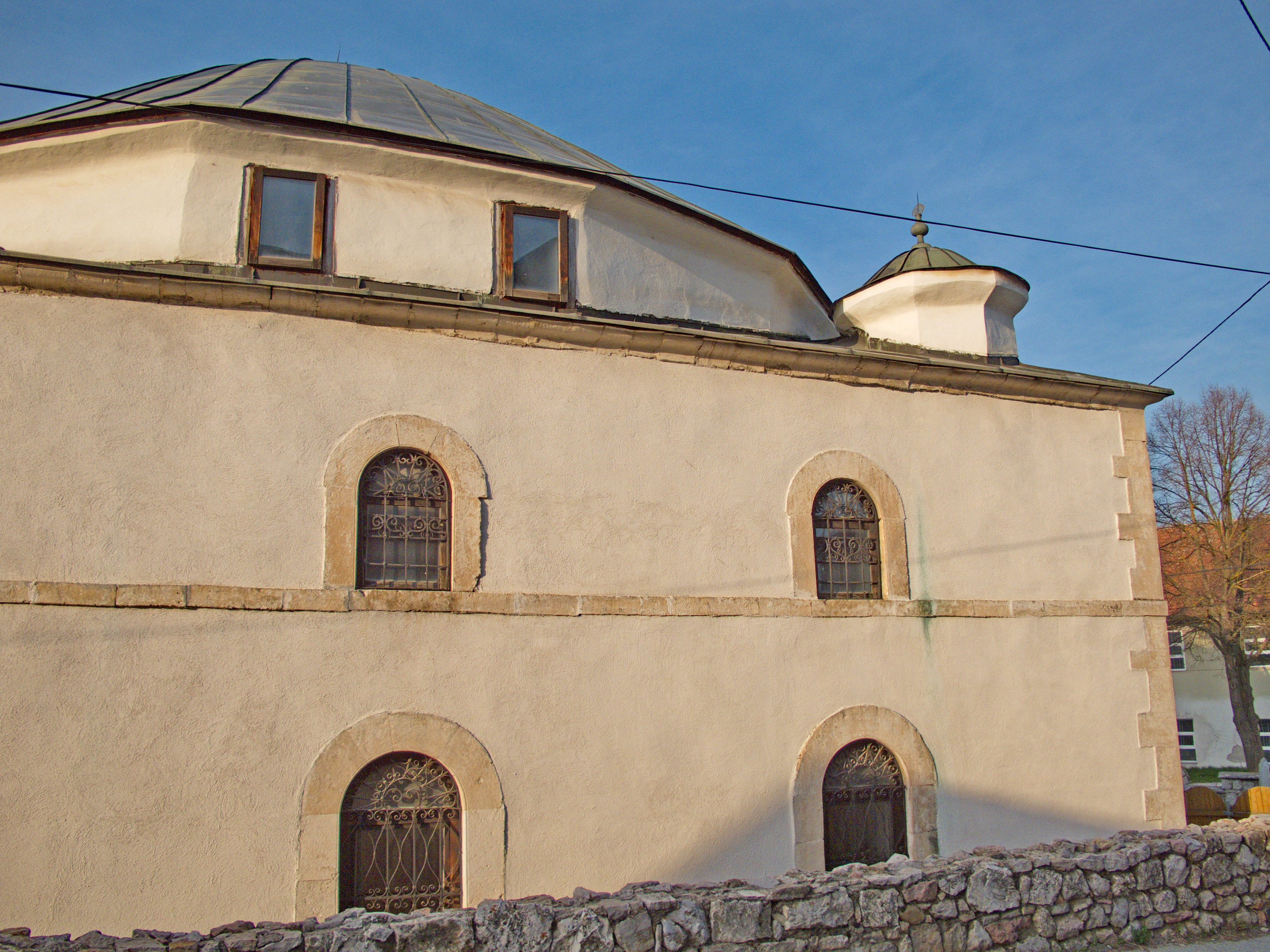
Autre vue de la mosquée.

La mosquée de la Sultane validé a été construite au XIXe siècle, sans doute en 1870, ; elle a été commanditée par la mère du sultan Abdülhamid II (1842-1918). Cette construction marque l'apogée de l'époque où Sjenica était le siège du Sandjak de Novipazar créé en 1864.
Elle est construite en pierres blanche, sans fondations, et est dotée d'un minaret avec un šerefet (sorte de galerie). L'édifice est surmonté d'un dôme de 15 m de diamètre qui ne repose sur aucun pilier ; au moment de sa construction, la mosquée possédait le plus grand dôme des Balkans.
La mosquée n'a jamais été achevée par manque de fonds.

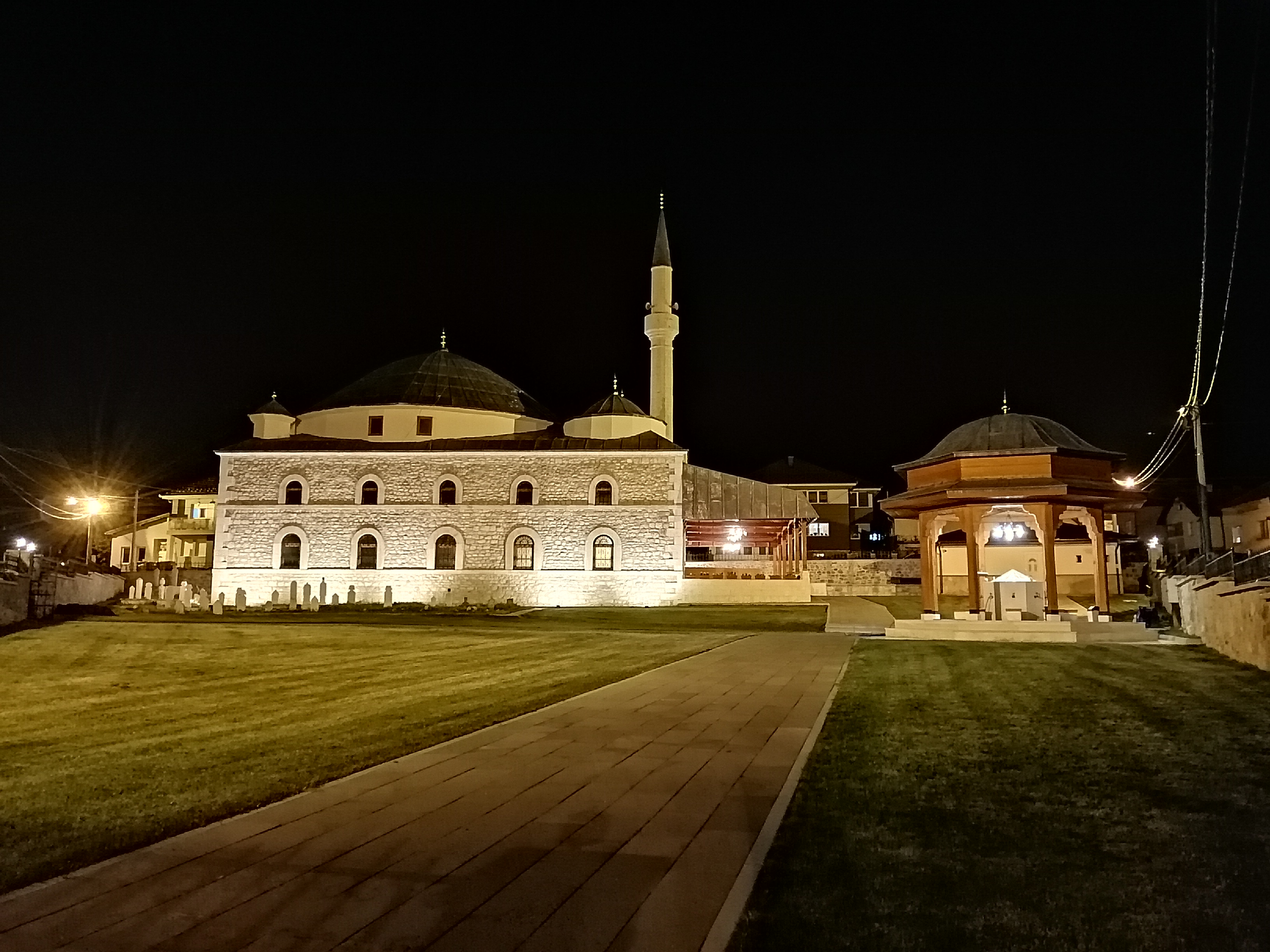
La mosquée, de nuit.